# Tajuria tura
Tajuria tura är en fjärilsart som beskrevs av De Nicéville 1895. Tajuria tura ingår i släktet Tajuria och familjen juvelvingar. Inga underarter finns listade i Catalogue of Life.